# Операция «Филистия»
Операция «Филистия» (ивр. מבצע פלשת‎, Мивца Плешэт) — названная в честь своего географического местонахождения военная операция армии обороны Израиля в Израильской войне за независимость. Операция и предшествующие ей бои продолжались с 29 мая до 3 июня 1948 года.
29 мая 1948 года первые 4 израильских истребителя, прибывшие накануне из Чехословакии, полетели бомбить египетские позиции в районе Ашдода. 1 и 2 июня израильские войска должны были атаковать египетскую армию в Ашдоде, но из-за приближающегося заключения договора о временном прекращении огня операция была отложена. Между воздушной атакой и наземной операцией израильские войска проводили маломасштабные нападения и рейды на египтян.
Операция «Филистия» началась в 22:00, когда один израильский самолёт «Авиа С-199» напал на египетские позиции в Ашдоде. Три роты атаковали египтян с севера, четыре с юга, и три — в центре. В бою участвовали 2300 солдат из второй бригады египетской армии и 1150 солдат из израильских бригад «Гивати» и «Негев».
Только южные войска пришли к каким-либо тактическим успехам, и утром 3-го июня была дана команда отступить. Израильские войска потерпели поражение и потеряли 45 человек убитыми, но стратегическая цель операции — остановка египетского продвижения к северу — была достигнута.

## Предыстория
Перед провозглашением независимости государства Израиль правительство ишува предчувствовало всеобщую атаку арабских стран. Из этих стран у Египта была армия с наибольшим количеством личного состава, военного имущества и снаряжения. Израильский план «Далет» обороны страны предусматривал египетское продвижение по прибрежной полосе. Поэтому, чтобы его замедлить, мост над рекой Лахиш (Вади Сукрир/Вади Фахира), был взорван в Операции «Барак» 12 мая 1948. Хотя эта часть операции тогда не считалась важной, на дело отправили взвод из 54-го батальона, два мула и 300 килограмм взрывного материала. Мулы испугались и убежали, солдаты поделили между собой груз, и со второй попытки уничтожили мост.
Мост над рекой Лахиш был впервые построен римлянами, а в XIX веке — турками. При строительстве прибережной железной дороги, от Египта до Ливана, железнодорожный мост был добавлен параллельно дорожному. На протяжении Арабского восстания 1936—1939 гг. в этой местности происходило немало набегов, поэтому англичане решили поставить несколько ДОТов поблизости от реки. Один из них возвышался прямо над мостами.
Армия Египта вторглась в Израиль 15 мая 1948 года. Египетские войска состояли примерно из одной дивизии, под управлением Ахмеда Али Мвави. Продвижение происходило по трём направлениям: главное — на север, по побережью через Газу в сторону Мадждала и Тель-Авива; второстепенное — на запад, через Беэр Шеву, и последнее — на киббуц Нирим. С 17 до 20 мая войска в Беэр Шеве разделились — часть осталась, часть вышла на юг в Ауджу, а остальные — на северо-запад, чтобы встретиться с иорданской армией в Хевроне. 21 мая египетские войска получили срочное сообщение из Каира: «Мы хотим Мадждал сегодня!» После операции «Бин-Нун» (25 мая) в Латруне Иордания начала давить на египтян, чтобы те захватили пространство от Йибны до Рамлы. Хотя это могло разделить израильские войска на две части, Мвави был против такого хода. Египетское правительство его не послушало, и приказало двигаться на север. Мвави подчинился, и 28 мая отослал четверть своей армии в сторону Ашдода.
Гамаль Абдель Насер писал в своих мемуарах, что уже 25 мая египетские войска были настолько растянуты, что у них не было мобильных резервов для того, чтобы атаковать какую-либо израильскую точку или поселение. Он не понимал, почему отделили немалую силу на продвижение в незнакомую территорию. После победы в Яд Мордехае 24 мая Мвави начал двигаться к северу, обходя хорошо защищённый киббуц Ницаним. Подойдя к Мадждалу, его войска получили подкрепления со стороны моря, что позволило Мвави отослать части в сторону Хеврона. Мвави продолжил поход примерно с 2500 солдатами. Поскольку командир 2-й бригады был в отпуске в Египте, Мвави назначил Мухаммада Нагиба военачальником.
К вечеру 29 мая наблюдательный пост в Ницаним обнаружил египетскую колонну с танками, броневыми машинами и артиллерией, движущуюся на север по прибережной дороге. Доклад поста говорил о 1300 машинах, но Иегошуа Голдрат, офицер операций в бригаде «Гивати», знающий египетский строй, оценил, что речь идёт о 500 машинах. Израильское военное и гражданское правительство не знало тогда, что собираются делать египтяне. Давид Бен-Гурион считал, что они направляются в поход на Тель-Авив. Нахум Сариг, главнокомандующий бригадой «Негев», предложил версию, по которой египетская армия собиралась повернуть на восток, чтобы встретиться с иорданцами и захватить пустыню Негев. Третья версия говорила о продолжении до Йибны, а потом в Лод и Рамлу.
Штаб Армии обороны Израиля посчитал, что войск в Негеве недостаточно для полного отражения египетского продвижения, в какую сторону оно бы не было направлено. Команда была отдана немедленно остановить или замедлить продвижение египетской колонны. Дополнительное соображение было де-факто управление территорией — поскольку ООН стремилась к договору о прекращении огня, Израиль боялся, что арабские страны попытаются быстро захватить большую территорию, чтобы она осталась в их руках при перемирии. Из этих соображений были подготовлены три операции — против иракской армии в Дженине (бригадами «Голани» и «Кармели») и в Тулькарме (бригадой «Александрони»), и против египтян в Ашдоде — бригадами «Гивати» и «Негев».

## Подготовка и бои 29 мая — 2 июня
В 11:00, 29 мая, египетский второй батальон прошёл через Ашдод, а в 12:00—13:00 девятый батальон захватил саму деревню. Мешал им только редкий пулемётный огонь из Ницаним. В тот же день второй батальон остановился у взорванного моста над рекой Лахиш, в трёх километрах к северу от Ашдода. Египтяне начали подготовку к построению временного моста над рекой. К силам в Ашдоде присоединились ещё добровольцы из Судана и Саудовской Аравии.
Шимон Авидан, главнокомандующий бригады «Гивати», которая была ответственна за пространство от южного Тель-Авива до северного Негева, подал запрос на подкрепление и дополнительное снаряжение. Он получил несколько старинных пушек «Наполеончик» (калибра 65 мм) и несколько отрядов бригады «Негев», хотя у тех была нехватка ружей. 29 мая чешские техники закончили сборку четырёх самолётов «Авиа С-199» (вариант самолёта Messerschmitt Bf.109) из Чехословакии, этим формируя первый израильский истребительный эскадрон. Несмотря на то, что никто не проверял их функционирование, Игаэль Ядин, начальник Операционного управления АОИ, отослал самолёты на помощь Авидану. Лу Ленарт, один из пилотов, пересказал слова Авидана: «Ситуация „Гивати“ отчаянна потому, что между десятитысячной египетской армией и Тель-Авивом стоят только 250 израильских солдат.» Египетские солдаты были настолько убеждены в победе, что их автомобили и другая техника стояли нерассредоточенно, впритык друг к другу у моста.

### Воздушная атака
В 18:00 все четыре самолёта вылетели с базы ВВС «Экрон», чтобы атаковать египетские войска у моста. Лётчиками были Лу Ленарт, Мордехай Алон, Эзер Вейцман и Эди Коэн. Атака была неорганизованной, и не нанесла большого ущерба. Египтяне начали стрелять по самолётам из всех стволов и попали по самолёту Алона, но тот смог приземлиться. Эди Коэн, доброволец из ЮАР, разбился и погиб, но неизвестно, попали ли в него египтяне, или же произошла техническая неполадка в самолёте. Он стал первым погибшим в бою ВВС Израиля, и был похоронен в Тель-Авиве после того, как в 1949 г. были найдены его останки.
Несмотря на минимальный ущерб, нападение застигло египтян врасплох и имело сильный психологический эффект. Это было первое в истории использование истребителей израильтянами. До того арабские страны имели полное воздушное превосходство, и не знали о наличии истребителей в израильских ВВС. Египетское радиосообщение, перехваченное Израилем, звучало: «Нас тяжело атаковали вражеские самолёты, мы рассредотачиваемся». Египтяне сочли, что было только два самолёта типа Спитфайр. Согласно Эзеру Вейцману, самолёты были неиспробованы, и было неизвестно, могут ли они летать или стрелять. Тем не менее, лётчикам это казалось маловажным, поскольку они совершат исторический полёт на первых истребителях Израиля. Комбинация появления ВВС, артиллерии, и наличие защищённых израильских сёл в его тылу, убедили Мвави остановиться в Ашдоде и сосредоточить свои силы. Он оставил Мухаммада Нагиба руководить защитой и укреплением позиции.

### Операции 30 мая — 1 июня
На протяжении периода до наземной операции израильские войска стреляли по египетским войскам из пушек «Наполеончик» калибра 65 мм. Патрули «Гивати» совершали набеги на египетские позиции. 51-й батальон закладывал мины на главной дороге около Ашдода, Явне и Холма 69. Третья рота 53-го батальона, под командой Ёосефа Гевы, налетала на вражеские линии, а первая рота 54-го батальона, под командой Арье Коцера, напала на специфические цели. В книге «На Полях Филистии», Ури Авнери писал, что египтяне стреляли повсюду и постоянно пускали сигнальные ракеты, надеясь обнаружить противника.
В книге «На Полях Филистии», Ури Авнери писал о подготовке:
Мы прошли по улицам Гедеры. Это не был парадный поход — мы прошли военным строем, со стальными касками, у себя в тылу. Граждане и эвакуированные женщины [из Кфар Варбурга и Беэр Тувии] смотрели на нас. Они не аплодировали. Они тоже знали: этот тонкий строй рубашек хаки — их последняя защита, последняя защита Тель-Авива и Израиля.

## Последствия и значимость
В итоге 45 израильских солдат убито, 50 ранено и 5 попали в плен к египтянам. Из них 29 убитых и 34 раненых были из роты 54-го батальона. 
По египетской информации потери Египта 15 убитых и 30 раненых, но это без учёта перехваченных подкреплений из Мадждала. Ещё до окончания операции отступающие израильские войска вернулись домой, штаб Авидана отдал приказ о переброске артиллерии и авиации на бомбардировку Ашдода и другие малозначительные операции. 
57-й батальон, который приобрёл плохую репутацию после неудач в Явне и Ашдоде, провёл несколько успешных операций и восстановил репутацию в своей бригаде.
Израильтяне потерпели крупное тактическое поражение в операции «Филистия», доселе неизвестное израильскому командованию, хотя в Израиле считается, что стратегическая цель, остановить продвижение Египта, была достигнута. 
Это также позволило захватить арабскую Явне, где оставшиеся жители ожидали прихода египетской армии и в большинстве своём бежали после окончания битвы. Поскольку граница, определённая планом ООН по разделу Палестины, пролегала между Ашдодом и Явне, то результаты сражения означали, что Египет не смог занять территории, закрепленные за Израилем.
С тех пор мост через реку Лахиш стал называться Ad Halom.
Нагиб писал в своей книге 1955 года Судьба Египта, что его бригада успешно выстояла и одержала славную победу с некоторыми последствиями, оценивая израильские потери в 450 убитыми (считая число атакующих равным 4,000). Журнал же, попавший в руки к израильтянам во время войны, показывает, что Нагиба сильно волновала дальнейшая судьба его войск. Он требовал немедленной помощи: медицинскую помощь, войсковое подкрепление, боеприпасы, средства связи и авиацию для обнаружения позиций израильской артиллерии.
Также вполне вероятно, что он считал себя окружённым, так как думал, что 53-й батальон, блокировавший дорогу на Мадждал, всё ещё там.
Значительное подкрепление в виде 6-го батальона пришло к Нагибу, когда его 9-й батальон уже был готов к атаке Ницанима.
7 июня, помимо Ницанима, египетская армия направила крупные силы для очистки флангов и успешно расчистила дорогу между Мадждалом и Аль-Фаллуджей.
Израильский хронист и офицер Авраам Аялон написал, что израильское отступление с Холма 69 3 июня, которое он считал ненужным, было основным фактором, способствовавшим дальнейшим успехам Египта.